# Ministerul Apărării (Republica Moldova)
Ministerul Apărării are misiunea să elaboreze politica de apărare, să conducă și să coordoneze construcția și dezvoltarea Armatei Naționale, să determine riscurile și amenințările cu caracter militar și necesitățile privind pregătirea sistemului național de apărare pentru asigurarea securității militare a statului.
Ministerul a fost creat la data de 12 septembrie 1990, conform Hotărîrii Guvernului nr. 319 - Departamentul de Stat pentru probleme militare.

## Activitate
Ministerul Apărării administrează domeniul public central de specialitate prin intermediul Aparatului Central al ministerului, iar conducerea politico-militară a Armatei Naționale – prin intermediul Marelui Stat Major. Din momentul instituirii în stat a stării de urgență, de asediu sau de război, ministerul, în calitatea sa de organ guvernamental, întreprinde toate măsurile de asigurare politică, legislativă (juridică), tehnico-materială și financiară, de pregătire și protecție socială a cadrelor, îndreptate spre executarea sarcinilor militare puse în seama Armatei Naționale de către Președintele Republicii Moldova - Comandant Suprem al Forțelor Armate.
Ministerul Apărării este condus de ministrul Apărării, numit în funcție de către Președintele Republicii Moldova, în modul stabilit de legislație. Ministrul Apărării răspunde de întreaga activitate a ministerului în fața Guvernului, iar în calitate de membru al Guvernului - și în fața Parlamentului. Totodată, prin intermediul șefului Marelui Stat Major al Armatei Naționale, comandant al Armatei Naționale, numit în funcție și eliberat din funcție la propunerea ministrului Apărării, prin decret al Președintelui Republicii Moldova – Comandant Suprem al Forțelor Armate, ministrul Apărării conduce activitatea Armatei Naționale, avînd competență asupra oricărei subdiviziuni a acesteia.

## Conducere
- Ministru – Anatolie Nosatîi
- Secretar general –  Igor Cutie
- Secretar de stat în domeniul politicii de apărare – Ghenadie Cojocaru
- Secretar de stat în domeniul politicii resurselor de apărare – Sergiu Plop

## Structură
- Cabinetul Ministrului Apărării
- Direcția economico-financiară
- Direcția secretariat și management intern
- Direcția juridică
- Direcția Management Resurse Umane
- Direcția politică de apărare și planificare a apărării
- Direcția inspecție generală
- Serviciul relații publice

## Lista miniștrilor Apărării ai RM
| №  | Nume (naștere–deces)      | Portret | Mandat             | Mandat             | Guvern                   |
| -- | ------------------------- | --- | ------------------ | ------------------ | ------------------------ |
| 1  | Ion Costaș (1944–)        | Generalul Ion Costaș susținând un discurs pentru comemorarea eroilor căzuți în confruntările de pe Nistru (25100446319) | 5 februarie        | 29 iulie 1992      | Muravschi Sangheli I     |
| 2  | Pavel Creangă (1933–2004) | | 29 iulie 1992      | 24 ianuarie 1997   | Sangheli I–II            |
| 3  | Valeriu Pasat (1958–)     | Valeriu Pasat – Defense.gov News Photo 980129-D-9880W-008 (cropped)                                                     | 24 ianuarie 1997   | 11 mai 1999        | Ciubuc I–II Sturza       |
| 4  | Boris Gămurari (1946–)    | Secretary Cohen escorts Minister of Defense Boris Gamurari, of the Republic of Moldova, into the Pentagon               | 11 mai 1999        | 19 aprilie 2001    | Sturza Braghiș           |
| 5  | Victor Gaiciuc (1957–)    | | 19 aprilie 2001    | 15 octombrie 2004  | Tarlev I                 |
| 6  | Valeriu Pleșca (1958–)    | | 29 decembrie 2004  | 11 iunie 2007      | Tarlev I–II              |
| 7  | Vitalie Vrabie (1964–)    | | 16 iulie 2007      | 25 septembrie 2009 | Tarlev II Greceanîi I–II |
| 8  | Vitalie Marinuța (1970–)  | Vitalie Marinuța | 25 septembrie 2009 | 27 februarie 2014  | Filat I–II Leancă        |
| 9  | Valeriu Troenco (1957–)   | Valeriu Troenco | 5 aprilie 2014     | 18 februarie 2015  | Leancă                   |
| 10 | Viorel Cibotaru (1958–)   | Viorel Cibotaru in 2015 (cropped)                                                                                       | 18 februarie       | 30 iulie 2015      | Gaburici                 |
| 11 | Anatol Șalaru (1962–)     | | 30 iulie 2015      | 27 decembrie 2016  | Streleț Filip            |
| 12 | Eugen Sturza (1984–)      | Eugen Sturza in 2018 | 24 octombrie 2017  | 8 iunie 2019       | Filip                    |
| 13 | Pavel Voicu (1973–)       | Voicu in August 2019 | 8 iunie            | 14 noiembrie 2019  | Sandu                    |
| 14 | Victor Gaiciuc (1957–)    | | 14 noiembrie 2019  | 16 martie 2020     | Chicu                    |
| 15 | Alexandru Pînzari (1973–) | Alexandru Pînzari | 16 martie          | 9 noiembrie 2020   | Chicu                    |
| 16 | Victor Gaiciuc (1957–)    | | 9 noiembrie 2020   | 6 august 2021      | Chicu                    |
| 17 | Anatolie Nosatîi (1972–)  | | din 6 august 2021  |                    | Gavrilița Recean         |